# Porta comuna

Figura 1: circuit bàsic de porta comuna de canal N (neglidant els detalls de polarització); la font de corrent I _{D} representa una càrrega activa; el senyal s'aplica al node V _{in} i la sortida es pren del node V_{out}; La sortida pot ser de corrent o tensió.

En electrònica, un amplificador de porta comuna és una de les tres topologies bàsiques d'amplificadors de transistors d'efecte de camp (FET) d'una sola etapa, que s'utilitzen normalment com a buffer de corrent o amplificador de tensió. En aquest circuit, el terminal font del transistor serveix d'entrada, el drenatge és la sortida i la porta està connectada a terra, o "comú", d'aquí el seu nom. El circuit de transistor d'unió bipolar anàloga és l'amplificador de base comuna.

## Aplicacions
Aquesta configuració s'utilitza amb menys freqüència que la font comú o el seguidor de font. És útil, per exemple, en receptors de RF CMOS, especialment quan es treballa prop de les limitacions de freqüència dels FET; és desitjable a causa de la facilitat d'adaptació d'impedància i potencialment té menys soroll. Gray i Meyer proporcionen una referència general per a aquest circuit.

## Característiques de baixa freqüència
A baixes freqüències i en condicions de petit senyal, el circuit de la figura 1 es pot representar amb el de la figura 2, on s'ha utilitzat el model híbrid-pi per al MOSFET.
Les característiques de l'amplificador es resumeixen a continuació a la taula 1. Les expressions aproximades utilitzen els supòsits (normalment exactes) r O >> R L i g m r O >> 1.
| Taula 1                          | Definició                                                                                    | Expressió                                                                                                  | Expressió aproximada                                           |
| -------------------------------- | -------------------------------------------------------------------------------------------- | --- | -------------------------------------------------------------- |
| Guany de corrent de curtcircuit  | {\displaystyle {A_{i}}={i_{\mathrm {out} } \over i_{\mathrm {S} }}{\Big \|}_{R_{L}=0}}       | {\displaystyle \ 1}                                                                                        | {\displaystyle \ 1}                                            |
| Guany de tensió en circuit obert | {\displaystyle {A_{v}}={v_{\mathrm {out} } \over v_{\mathrm {S} }}{\Big \|}_{R_{L}=\infty }} | {\displaystyle {\begin{matrix}((g_{m}+g_{mb})r_{\mathrm {O} }+1){\frac {R_{L}}{r_{O}+R_{L}}}\end{matrix}}} | {\displaystyle \ g_{m}R_{L}}                                   |
| Resistència d'entrada            | {\displaystyle R_{\mathrm {in} }={\frac {v_{S}}{i_{S}}}}                                     | {\displaystyle {{R_{L}+r_{O}} \over {(g_{m}+g_{mb})r_{O}+1}}}                                              | {\displaystyle {\begin{matrix}{\frac {1}{g_{m}}}\end{matrix}}} |
| Resistència de sortida           | {\displaystyle R_{\mathrm {out} }={\frac {v_{x}}{i_{x}}}}                                    | {\displaystyle \ (1+(g_{m}+g_{mb})r_{O})R_{S}+r_{O}}                                                       | {\displaystyle (g_{m}r_{O})R_{S}}                              |

En general, el guany total de tensió/corrent pot ser substancialment inferior als guanys de circuit obert/curtcircuit indicats anteriorment (segons la font i les resistències de càrrega) a causa de l'efecte de càrrega.